# Helvite
L'helvite, ou helvine, est un minéral de la famille des silicates, de formule chimique Be3MnII4(SiO4)3S. 
Son nom vient du latin  helvus (« jaunâtre »).
L'helvite est remarquable par la forme triangulaire de ses cristaux. Ce minéral est la tête de file du groupe de l'helvine, un sous-groupe de la sodalite.

## Groupe de l'helvine
Les minéraux du groupe de l'helvine ont pour formule générique Be3M4(SiO4)3S, où M désigne un métal divalent. Ce groupe comprend :
- l'helvite (ou helvine) Be3MnII4(SiO4)3S ;
- la danalite[1] Be3FeII4(SiO4)3S ;
- la genthelvite Be3Zn4(SiO4)3S.

On y inclut généralement aussi :
- la tugtupite Na4BeAlSi4O12Cl, isostructurale.

L'helvite forme une série continue avec la danalite ainsi qu'avec la genthelvite : Be3(MnII,FeII)4(SiO4)3S et Be3(MnII,Zn)4(SiO4)3S.